# 아이가이레타이구
아이가이레타이구(Aiga-i-le-Tai)는 사모아의 행정구로 우폴루섬 최서단에 위치한다. 행정 중심지는 물리파누아이며 면적은 27km2, 인구는 4,508명(2001년 기준)이다. 동쪽으로는 아나구, 서쪽으로는 아폴리마 해협과 접한다. 행정 구역상으로는 아나구에 속하는 월경지인 사투이말루필루피와 접하며 아폴리마 해협에 있는 작은 섬 3개(마노노섬, 아폴리마섬, 무인도 눌로파섬)를 포함한다. 사모아에서 면적이 가장 작은 행정구이다.